# Platytainia moorei
Platytainia moorei là một loài ruồi trong họ Tachinidae.